# Phu Luông
Phu Luông là một xã thuộc huyện Điện Biên, tỉnh Điện Biên, Việt Nam.

## Địa lý
Xã Phu Luông cách trung tâm huyện Điện Biên khoảng 70 km, có vị trí địa lý:
- Phía đông giáp xã Mường Lói
- Phía tây và phía nam giáp Lào
- Phía bắc giáp xã Mường Nhà và huyện Điện Biên Đông.

Xã Hẹ Muông có diện tích 144,67 km², dân số năm 2022 là 2.301 người,  mật độ dân số đạt 15 người/km².

## Hành chính
Xã Phu Luông được chia thành 8 bản: Huổi Cảnh, Kham Pọm, Loọng Ngua, Mốc C5, Na Há, Pa Chả, Xẻ, Xôm.

## Lịch sử
Ngày 25 tháng 8 năm 2012, Chính phủ ban hành Nghị quyết số 45/NQ-CP về việc thành lập xã Phu Luông trên cơ sở điều chỉnh 14.482,57 ha diện tích tự nhiên với 1.905 người và 10 bản: Kham Pọm, Xôm, Xẻ 1, Xẻ 2, Pa Chả, Na Há I, Na Há 2, Loọng Ngua, Mốc C5, Huổi Cảnh của xã Mường Lói.
Ngày 10 tháng 7 năm 2019, HĐND tỉnh Điện Biên ban hành Nghị quyết số 116/NQ-HĐND về việc:
- Thành lập Bản Xẻ trên cơ sở Bản Xẻ 1 và Bản Xẻ 2.
- Thành lập bản Na Há trên cơ sở bản Nà Há 1 và bản Nà Há 2.